# Torii Ryūzō

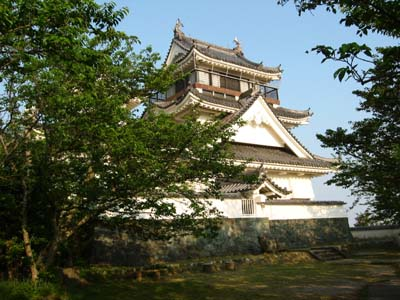
Musée mémorial Torii dans la préfecture de Tokushima (徳島県立鳥居記念博物館)

Torii Ryūzō est un nom japonais traditionnel ; le nom de famille (ou le nom d'école), Torii, précède donc le prénom (ou le nom d'artiste).
Torii Ryūzō (鳥居 龍藏, 4 avril 1870 - 14 janvier 1953) est un ethnologue, anthropologue japonais, connu pour ses recherches anthropologiques à Taïwan. Il a également conduit des fouilles  archéologiques et essayé de comprendre la préhistoire de l'Asie du nord-est.

## Biographie

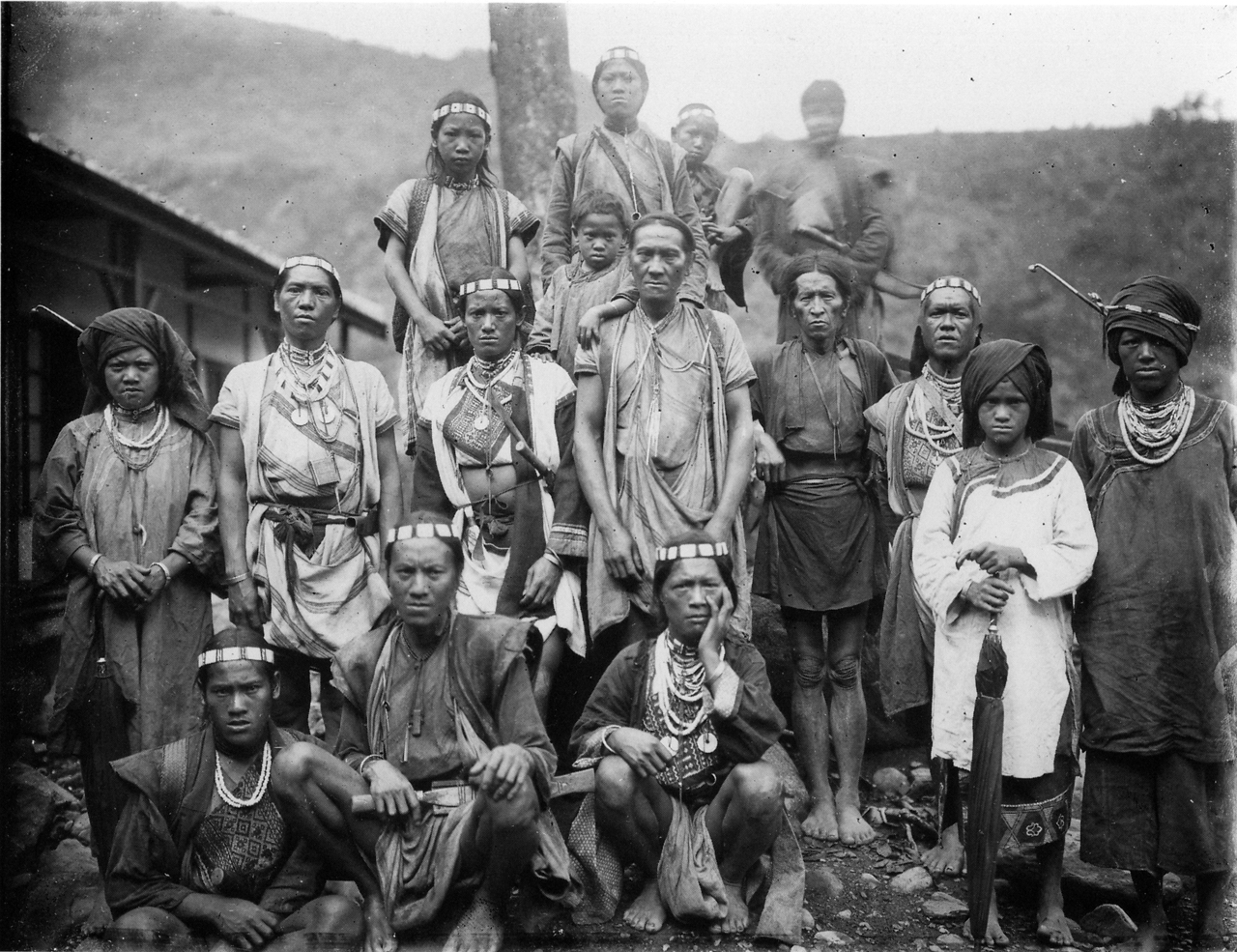
Des Bunun photographiées vers 1900 par Torii Ryūzō.

Né dans le quartier Funaba de Tokushima sur l'île de Shikoku, il est dès son jeune âge un collectionneur passionné d'objets de toutes sortes, et montre peu d'inclination pour l'étude formelle. Heureusement, il bénéficie d'enseignants intelligents qui, malgré son indifférence à l'école, apprécient sa vive curiosité naturelle, et l'emmènent avec eux lors d'excursions dans le district étudier l'histoire et la culture matérielle de sa région. Il développe ainsi très tôt une capacité à étudier le terrain qui compense son manque de dévouement à l'étude purement livresque. Torii Ryūzō établit les premiers rapports et photographies des rangées de monolithes sur le site archéologique de Beinan à proximité de Taitung à Taïwan. Certaines pierres mesurent plus de 4,5 mètres .
Dans le sillage des critiques de Sakuzō Yoshino relatives aux ambitions impériales japonaises en Corée, Torii se range du côté de ceux qui justifient l'annexion japonaise au motif d'un consensus contemporain au niveau mondial en linguistique, en anthropologie et en archéologie selon lequel les Coréens et les Japonais sont un seul et même 'race/peuple' (dōminzoku).